# Alcelaphus
Alcelaphus é um gênero biológico, da subfamília Antilopinae da família dos bovídeos, do qual há atualmente uma única espécie reconhecida, a vaca-do-mato (Alcelaphus buselaphus), com várias subespécies (como a caama, Alcelaphus buselaphus caama; e a gondonga, Alcelaphus buselaphus lichtensteinii; anteriormente consideradas espécies distintas). O gênero Alcelaphus faz parte da tribo Alcelaphini.